# Дитячий міжнародний фестиваль у Львові
Дитячий міжнародний фестиваль у Львові — книжковий ярмарок «Форум видавців – дітям», фестиваль дитячого читання «Книгоманія», майстер-класи, спортивні змагання, ігри та розваги для дітей. Фестиваль відбувається з 2007 р. щотравня. Організатор — ГО "Форум видавців".

## Основні заходи
- Гра-квест «Збирай слонів» — учасники мають пройти по маршруту через основні події фестивалю і зібрати якнайбільше «слонів» (наліпок).
- Парад учасників фестивалю — масштабна подія, що відкриває фестиваль. Понад 1500 дітей в костюмах улюблених літературних героїв, спортсмени, танцювальні й театральні дитячі колективи у супроводі ростових ляльок, гурту барабанщиць та духового оркестру крокують центральною частиною міста до Палацу мистецтв, запрошуючи на фестиваль. У подвір’ї Палацу відбувається дефіле і вручення нагород переможцям конкурсу костюмів.
- Фестиваль дитячого читання «КНИГОМАНІЯ». Включає серію зустрічей і читань з українськими та іноземними дитячими авторами, командні літературні квести та окрему програму для переможців дитячого конкурсу «Найкращий читач України», який триває з лютого до початку Дитячого фестивалю.

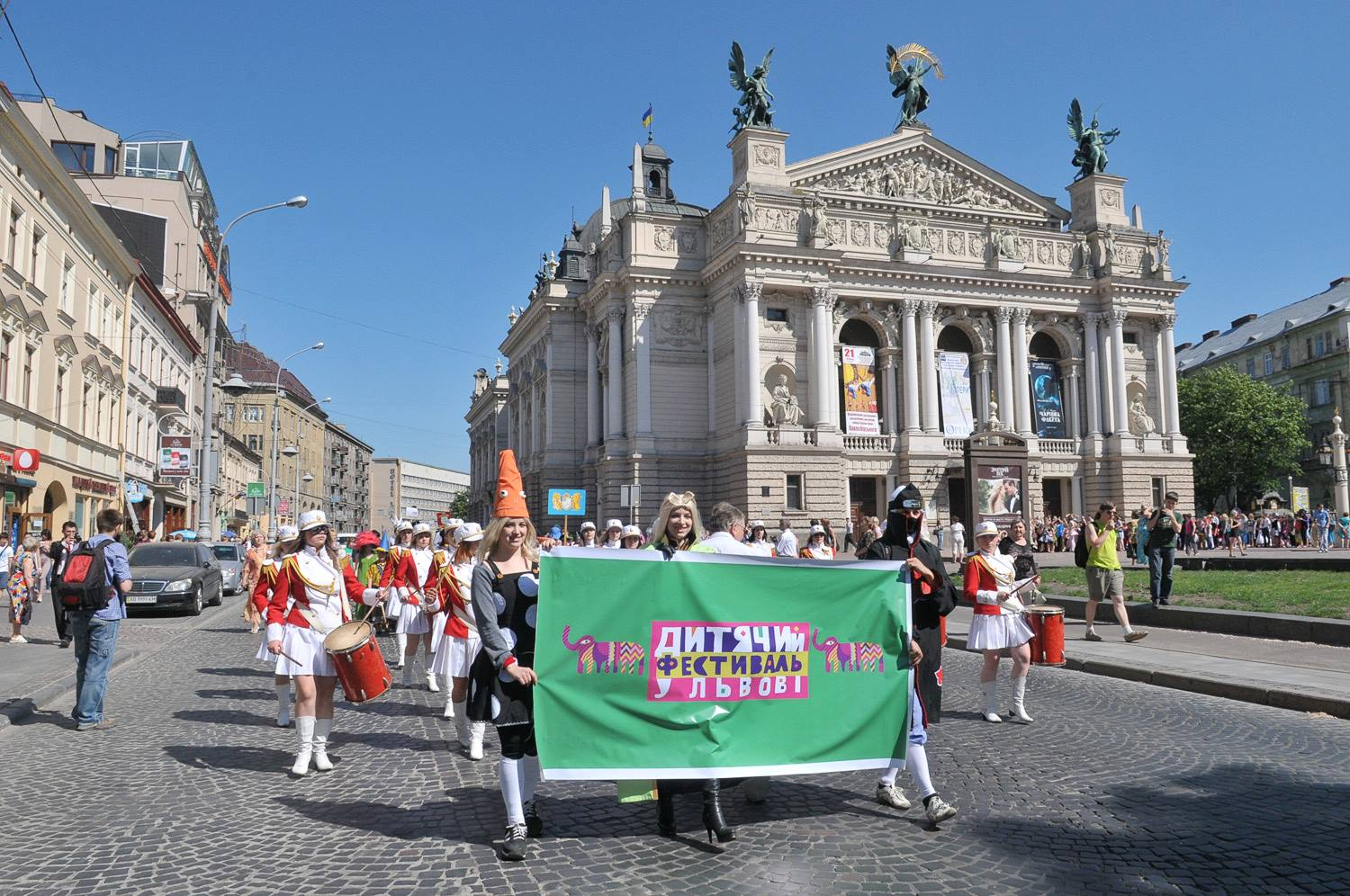
Парад літературних героїв під час Дитячого міжнародного фестивалю у Львові

- Фестиваль дитячої творчості та ремесел, в межах якого діти відвідують творчі майстерні, екологічні воркшопи з мистецтва, уроки, виставки тощо. Представлено понад 50 видів творчості та ремесел.
- Фестиваль настільних ігор «Ігрова сфера» — ігротека у вільному доступі та ігрові турніри в режимі нон-стоп.
- Спортивний фестиваль — спортивні квести, майстер-класи для дітей від професійних футболістів та відомих спортсменів, а також спортивні ігри та змагання на свіжому повітрі.
- Ярмарок дитячих книжок «Форум видавців — дітям». У межах ярмарку вручається премія «Левеня» – перша всеукраїнська незалежна премія в галузі дитячої літератури. Найкращі дитячі книжки обирають діти.

## Всеукраїнський конкурс дитячого читання і Фестиваль дитячого читання "КНИГОМАНІЯ"

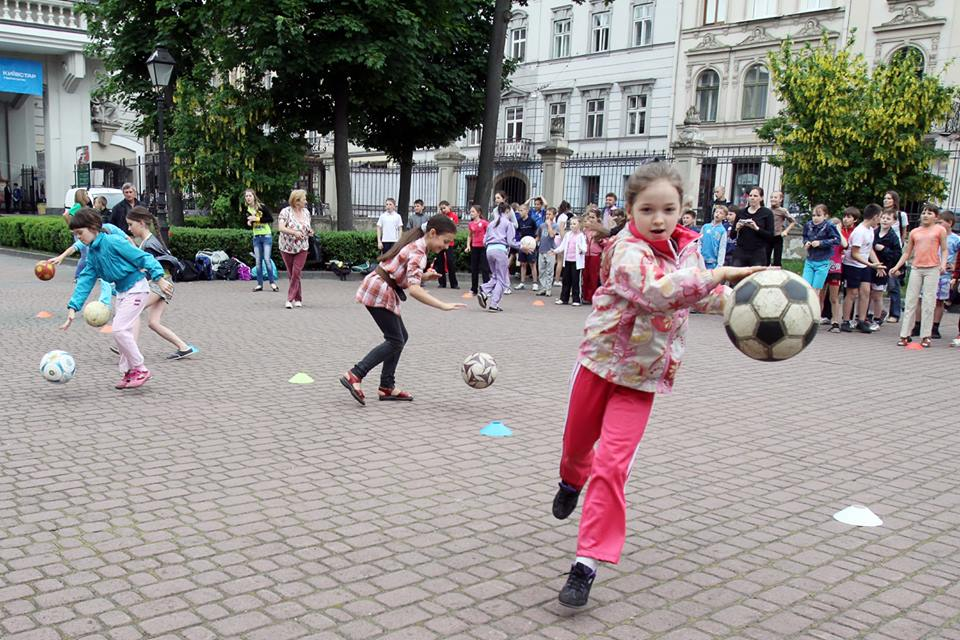
Спортивні змагання під час Фестивалю

Конкурс дитячого читання проводиться з 2002 р. проводиться на базі обласних бібліотек для дітей, ЦБС для дітей та самостійних бібліотек (філій) для дітей. У 2005 р. він набуває масштабів загальнонаціонального. Проводиться на базі обласних бібліотек для дітей, ЦБС для дітей та самостійних бібліотек (філій) для дітей областей, АР Крим, міст Києва, Львова і Севастополя.
Участь беруть діти віком 12-13 років.
2002 р. — конкурс і фестиваль вперше відбулися у Львові
2003 р. — конкурс відбувся у Львові та Львівській області
2004 р. — конкурс охопив Львівську, Тернопільську, Рівненську та Івано-Франківську області.
2005 р. — конкурс вперше відбувся у всіх областях України і залучив близько 10 000 учасників. Співорганізатором стала Національна бібліотека України для дітей.
2006 р. — участь у конкурсі бере близько 25 тисяч дітей

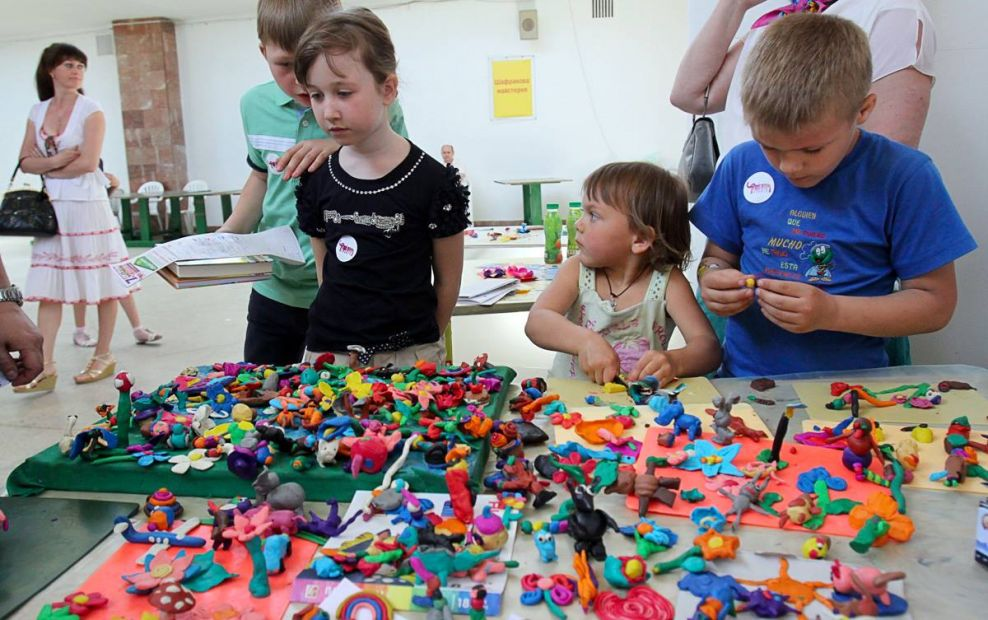
Діти ліплять фігурки для пластилінових мультиків

2007 р. — "Найкращий читач України" і фестиваль "Книгоманія" стають частиною новоутвореного книжкового ярмарку "Форум видавців — дітям". Крім того, конкурс читання включений до офіційної програми Року української книги в Україні (план заходів Кабміну № 20210/0/1-07 від 28.04.07), проголошеного Указом Президента України Віктора Ющенка, але Кабінет Міністрів не передбачив державного бюджетного фінансування для його проведення. Тим не менш, до конкурсу долучаються близько 48 тисяч дітей
2008 р. — участь у конкурсі взяло близько 106 тисяч дітей.
2009 р. — участь у конкурсі взяло 136 112 дітей.
2010 р. — участь у конкурсі взяло близько 141 тисячі дітей.
Усього у Конкурсі за роки його проведення взяло участь понад 500 000 школярів з усіх областей України, АР Крим, міст Києва, Львова і Севастополя. Конкурс відбувся у 370 районах, 141 місті, понад 8600 школах та у 880 дитячих і сільських бібліотеках. 

## 6-й фестиваль
Відбувся 27-29 квітня 2012 р.:
- 68 майстрів провели 137 безкоштовних майстер-класів з 65 різних видів творчості, мистецтва, ігор та видів спорту загальною тривалістю 200 годин;
- 40 дитячих письменників з України та Польщі спілкувалися із відвідувачами фестивалю на зустрічах та автограф-сесіях.
- За три дні фестивалю відбулося 270 заходів.
- 4 343 дітей прийшло на авторські зустрічі з дитячими письменниками та на акцію «Книжка від зірки».
- Фестиваль відвідали учні 83-ти шкіл Львова та Львівської області.
- кількість відвідувачів за різними оцінками, коливається від 9 до 14 тисяч
- протягом фестивалю у видавців купили не менше, ніж 6 396 книжок.